# Bikinia coriacea
Bikinia coriacea är en ärtväxtart som först beskrevs av Aubrev., och fick sitt nu gällande namn av Jan Johannes Wieringa. Bikinia coriacea ingår i släktet Bikinia och familjen ärtväxter. Inga underarter finns listade i Catalogue of Life.